# Kabelski papir
Kabelski papir izrađuje se od nebijeljene sulfatne celuloze, a ponekad i uz dodatak celuloze od otpadnog tekstila. Služi kao izolacijski materijal u elektrotehnici. Velike je uzdužne čvrstoće i jednolične debljine, mora biti gibak, rastezljiv i strojnogladak. Izrađuje se u različitim bojama i s gramaturama od 16 do 18 g/m2.

## Specijalni papiri
Specijalni papiri služe za posebne potrebe: 
- bitumenski papir, višeslojni papir slijepljen bitumenom i ojačan tekstilnim nitima, koristi se u građevinarstvu;
- elektroizolacijski papir velike mehaničke otpornosti;
- filtarski papir, od čiste bijeljene celuloze, određene poroznosti, nekeljen, bez punila, postojan u mokrom stanju;
- cigaretni papir, tanak, od najkvalitetnijih vlakana bijeljene celuloze s mnogo punila koja reguliraju izgaranje papira i duhana.[1]

U upotrebi je mnoštvo tehničkih i specijalnih papira najrazličitijih svojstava i namjena. U takve se papire ubrajaju filtarski papiri, kondenzatorski papiri, papiri za izolaciju i oblaganje kabela, za izradu etiketa, tapeta, dekoracija, papiri za precrtavanje i kopiranje, sirovi fotografski papiri, indikatorski i cigaretni papiri, i tako dalje.

### Kondenzatorski papir
Kondenzatorski papir je vrlo tanak papir (debljine od 0,006 do 0,020 mm) s malom gramaturom (od 6 do 10 g/m2). Proizvodi se od vrlo kvalitetne sulfatne celuloze ili od celuloze dobivene preradom otpadnog tekstilnog materijala. Oštro je satiniran, jednolične debljine, impregniran i neporozan. Upotrebljava se u proizvodnji električnih kondenzatora, u kojima služi kao dielektrik.